# Eloy Chávez Hernández
Eloy Chávez Hernández (geboren am 21. Januar 1991 im Distrikt San Juan de Miraflores, Lima) ist ein peruanischer Politiker (Alianza para el Progreso, ehemals Perú Patria Segura). Er ist seit 2019 Bürgermeister von Villa María del Triunfo, einem Stadtdistrikt der peruanischen Hauptstadt Lima.

## Leben
Eloy Chávez Hernández wurde am 21. Januar 1991 im Distrikt San Juan de Miraflores in Lima geboren. An der Universidad Nacional Federico Villareal in Lima begann er ein Studium der Rechtswissenschaften, das er später jedoch abbrach.

## Politische Laufbahn
Bei den peruanischen Kommunalwahlen 2018 wurde Chávez Hernández als Mitglied der fujimoristischen Partei Perú Patria Segura zum stellvertretenden Bürgermeister von Villa María del Triunfo gewählt, zum Bürgermeister (alcalde distrital) gewählt wurde sein Parteikollege Guido Iñigo Peralta. Da Iñigo Peralta jedoch nicht die nach peruanischem Wahlrecht notwendigen zwei Jahre in Villa María del Triunfo gewohnt hatte, wurde sein Wahlsieg noch vor Amtseintritt vom Jurado Nacional de Elecciones (JNE), der peruanischen Wahlbehörde, aberkannt. Stattdessen ernannte der JNE Chávez Hernández zum Bürgermeister, sodass er seit dem 1. Januar 2019 Bürgermeister dieses Distrikts ist. Zu den Kommunalwahlen 2022 wechselte er seine Parteizugehörigkeit zur wirtschaftsliberalen und konservativen Alianza para el Progreso. Er wurde wiedergewählt und wird voraussichtlich bis zum 31. Dezember 2026 Bürgermeister sein.